# Johnson Brook Trail
Pour les articles homonymes, voir Johnson.
 (novembre 2019).
Le Johnson Brook Trail est un sentier de randonnée américain dans le comté de Penobscot, dans le Maine. Long de 3,5 milles, il est entièrement situé au sein du Sunkhaze Meadows National Wildlife Refuge. Il est classé National Recreation Trail depuis 2016.